# ياب ويبر
ياب ويبر (بالهولندية: Jaap Weber)‏ (4 أغسطس 1901 في هولندا - 30 سبتمبر 1979 في هولندا) هو لاعب كرة قدم هولندي في مركز الهجوم، شارك في الألعاب الأولمبية الصيفية 1928. وشارك مع منتخب هولندا لكرة القدم. أما مع النوادي، فقد لعب مع سبارتا روتردام وفاينورد.

## وصلات خارجية
- ياب ويبر على موقع قاعدة بيانات كرة القدم.إي يو (الإنجليزية)
- ياب ويبر على موقع ناشيونال فوتبول تيمز (الإنجليزية)
- ياب ويبر على موقع عالم كرة القدم.نت (الإنجليزية)
- ياب ويبر على موقع أوليمبيديا (الإنجليزية)